# Bohuslav Kovařík
Plk. Bohuslav Kovařík (31. října 1915 Prostějov – léto 1969 Španělsko) byl palubním střelcem u 311. československé bombardovací peruti RAF a radarovým operátorem u 68. noční stíhací peruti RAF během druhé světové války.

## Život

### Před druhou světovou válkou
Bohuslav Kovařík se narodil 31. října 1915 v Prostějově v rodině Karla Kovaříka a Anny, rozené Kleskové. Vyučil se automechanikem na dvouleté pokračovací průmyslové škole, získal zde i řidičské oprávnění na veškeré druhy vozidel. Na prezenční vojenskou službu absolvoval mezi lety 1935 a 1937 k leteckému pluku 1. V jejím rámci prodělal osvětlovací kurz, kurz leteckých střelců a poddůstojnickou školu v Milovicích. Po smrti otce ze služby na měsíc zběhl, musel nasluhovat a ukončil jí v hodnosti vojína. Během mnichovských událostí na podzim 1938 patřil mezi mobilizované.

### Druhá světová válka

#### Francie
Po německé okupaci pracoval Bohuslav Kovařík v Prostějově jako automechanik. Během zimy 1939/1940 odešel přes Slovensko, Maďarsko, Jugoslávii a Střední východ do Francie. Dne 12. ledna 1940 byl prezentován v Agde u letecké skupiny. Po porážce Francie odplul 19. června 1940 do Velké Británie.

#### Velká Británie
Ve Velké Británii vstoupil Bohuslav Kovařík do Royal Air Force jako palubní střelec u 311. československá bombardovací peruť RAF. Zúčastnil se vůbec prvního náletu perutě na bruselské nádraží a celkem absolvoval turnus o 31 nočních bojových letech. Po jeho skončení a po dovolené nastoupil k nočnímu stíhacímu letectvu jako radarový operátor. Po zaškolení se stal příslušníkem 68. perutě RAF a členem osádky vedené Ladislavem Bobkem, která si zapsala pět sestřelů jistých, jeden pravděpodobný a tři poškozené stroje. V červenci 1943 se oženil s Dianou Elizabeth Vernonovou, dne 23. srpna téhož roku ukončil druhý operační turnus, poté působil jako kontrolor. Další zahájili oba letci opět u 68. perutě 2. února 1944. Od 4. září téhož roku zahájil Bohuslav Kovařík působení u Inspektorátu československého letectva. Válku ukončil v hodnosti podporučíka.

### Po druhé světové válce
Po skončení druhé světové války se Bohuslav Kovařík vrátil do Československa. Dne 9. ledna 1946 byl na vlastní žádost propuštěn v hodnosti poručíka z armády. K 1. březnu téhož roku byl ještě povýšen do hodnosti nadporučíka v záloze, ta mu byla ale komunistickou mocí v roce 1949 odňata. Bohuslav Kovařík se vrátil do Velké Británie, odkud pocházela jeho manželka, s tou se ale v roce 1949 rozvedl. Pracoval v baru a poté jako obchodník s elektrospotřebiči. Zemřel v létě 1969 na infarkt během dovolené ve Španělsku.

## Ocenění

### Vyznamenání
- 1940, 2x 1941 a 1942 Československý válečný kříž 1939
- 1941, 1942 a 3x 1943 Československá medaile Za chrabrost před nepřítelem
- 1942 Záslužná letecká medaile
- 1944 Pamětní medaile československé armády v zahraničí
- 1945 Hvězda 1939–1945
- 1946 Československá medaile za zásluhy I. stupně
- Evropská hvězda leteckých posádek
- Britská medaile Za obranu
- Válečná medaile 1939–1945

### Posmrtná ocenění
- Bohuslav Kovařík byl in memoriam povýšen do hodnosti plukovníka